# Davor Marcelić
Davor Marcelić (ur. 20 maja 1969 w Zadarze) – chorwacki koszykarz, występujący na pozycji niskiego skrzydłowego.

## Osiągnięcia
Na podstawie, o ile nie zaznaczono inaczej.
Drużynowe
- Mistrz:
  - Chorwacji (1992, 1994–2000, 2006)
  - Słowenii (2010)
- Wicemistrz:
  - Chorwacji (2004)
  - Polski (2001)
  - Włoch (2002)
- Zdobywca pucharu Chorwacji (1995, 1996, 1999)
- Finalista pucharu Chorwacji (1992, 1994, 1997, 2000, 2004)

Indywidualne
- Zwycięzca konkursu:
  - wsadów ligi chorwackiej (1994, 1995, 1999, 2000)
  - rzutów za 3 punkty ligi chorwackiej (1994)
- Lider TBL w liczbie zdobytych punktów (2001)[3]

Reprezentacja
- Uczestnik:
  - igrzysk olimpijskich (1996 – 7. miejsce)[4]
  - mistrzostw Europy (1997 – 11. miejsce)